# دبليو. إف. روبرتس
دبليو. إف. روبرتس هو سياسي كندي، ولد في 18 ديسمبر 1869 في سانت جون في كندا، وتوفي في 18 ديسمبر 1938. نشط حزبياً في الجمعية الليبرالية لنيو برونزويك ‏. وقد انتخب عضو الجمعية التشريعية لنيو برونزويك ‏.